# Клан Магилливрей

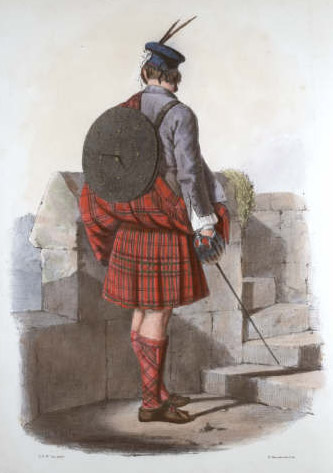
Член клана Макгилливрей в традиционной одежде, рисунок Маклана, 1845 год

Клан Макгилливрей (шотл. Clan MacGillivray) — один из кланов горной Шотландии. Входит в конфедерацию кланов Хаттан (Чаттан). На сегодня клан не имеет своего вождя. Такие кланы в Шотландии называют «кланами оруженосцев».
- Девиз клана: «Не трогайте этого кота!» (намек на символ клана)
- Военный клич клана: Данмагласс
- Символы клана: ветка вечнозеленого самшита, ветка брусники, кот
- Музыка клана: Лох-Мой
- Историческая резиденция вождя клана: Замок Данмагласс
- Враждебные кланы: Камерон

## Происхождение клана Макгилливрей
Происхождение клана Макгилливрей теряется во тьме веков. О его происхождении не сохранилось даже легенд. Клан Макгилливрей давний клан — был и играл важную розь в жизни кельтов в Шотландии еще до того, как викинги были изгнаны из Внешних Гебридских островов королем Сомерледом, который был «Властителем Островов» в XII веке.

## История клана Макгилливрей

### XIII век
В 1222 году король Шотландии Александр II покорил землю Аргайл и клан Мик Гиллебрат (гэльск. — Clan Mhic Gillebrath). После этого некоторые из людей этого клана остались на острове Малл, другие же переселились в землю Морверн. Вождь клана попросил защиты у могущественного клана Макинтош, который был на главе конфедерации кланов Хаттан. После этого Клан Макгилливрей стал частью конфедерации кланов Хаттан (Чаттан).

### XVI—XVII века
Клан Макгилливрей был впервые описан в Данмагласс в 1549 году. В 1609 году состоялся большой сбор конфедерации Чаттан, на котором кланы проявили лояльность вождю клана Макинтош как лидеру всей конфедерации. На этих собраниях клан Макгилливрей представляли Малкольм Макгилливрей из Далкромби и Дункан Макгилливрей из Данмагласса. Клан Макгилливрей преследовали кальвинисты и пресвитерианцы за их поддержку епископальной формы управления церкви.

### XVIII век — восстание якобитов
Вместе с другими кланами, входившими в Хаттанскую конфедерацию, клан Макгилливрей принадлежал к убежденным якобитам. Он принимал участие в восстаниях якобитов 1715 и 1745 годов. Александр Макгилливрей командовал полком якобитов. Он был убит во время битвы при Каллодене в 1746 году вместе со многими своими последователями. Кладбище Данлихити (Dunlichity) хранит память о многих повстанцев, павших за свободу Шотландии. После этого поражения очень много людей из клана Макгилливрей эмигрировали в Северную Америку.

### Вожди клана Макгилливрей
Последний вождь клана Макгилливрей, живший в Данмаглассе, капитан Джон Уильям Макгилливрей, 13-й лэрд. Он вынужден был продать свое имение и умер без наследника в 1914 году. Титул вождя клана передали его кузену Джону Фаркухару Макгилливрею, который жил в Торонто (Канада). Он был на посту вождя клана 32 года, но умер в 1942 году, не оставив потомков. Он был последним вождем клана Макгилливрей. Другой житель Канады — полковник Джордж Макгилливрей трижды подавал ходатайство герольду Шотландии Лорду Лайону о том, чтобы его признали вождем клана Макгилливрей, но тщетно. Лорд Лайон разрешил Джорджу Макгилливрею занять пост командира клана. Джордж Макгилливрей занимал должность командира клана в течение пяти лет, прежде чем умереть в 1994 году. Доктор Ангус Макгилливрей утверждает, что он родственник вождей клана Макгилливрей, но не может это доказать. Но есть вероятность того, что на самом деле потомки вождей клана есть и они будут найдены.
В 2016 году четыре общества клана Макгилливрей в Шотландии, Америке, Австралии и Нидерландах избрали командиром клана Иэна Макгилливрея.

### Прозвища людей из клана Макгилливрей
Клан Макгилливрей не имеет септ, но много людей носят разные прозвища, которые происходят от клана Макгилливрей: MacGillavery, MacGillavry, MacGillivary, MacGillivoor, MacGillivrey, MacGillivry, MacGillvary, MacGillveary, MacGillviray, MacGillvray, MacGillvrey, MacGilvary, MacGilveray, MacGilvery, MacGilvra, MacGilvray, MacGilvreay, MacGilvry, MacIlbra, MacIllevorie, MacIlvora, MacIlvoray, McGilvra, MacIlvrae, MacIlvray, McGilvray, McGilvrey, McGilvery, McGilberry.